# Klubowy Puchar Europy kobiet w szachach (2003)
2003 – ósmy sezon Klubowego Pucharu Europy kobiet w szachach. Rozgrywki odbyły się w Retimnie w dniach 28 września–4 października 2003 roku. Tytuł zdobył serbsko-czarnogórski Internet-CG Podgorica.

## Format rozgrywek
Turniej odbywał się systemem szwajcarskim na dystansie siedmiu rund. W przypadku identycznej liczby punktów decydowała łączna liczba punktów uzyskanych przez zawodniczki, a przy dalszej równości – system Buchholza.

## Uczestnicy
W nawiasie podano średni ranking Elo. Źródło: OlimpBase
- Cannes Echecs (2350)
- AO Kydon Filmnet Chania (2204)
- NTN Tbilisi (2409)
- Taflfélagið Hellir (2033)
- Maccabi Afek (2176)
- ULIM Chișinău (2398)
- Jużnyj Urał Czelabińsk (2363)
- Ładja Kazań (2376)
- Petersburg Lentransgaz (2351)
- Tomsk-400-Jukos (2294)
- BAS Belgrad (2396)
- Internet-CG Podgorica (2402)
- Kristallens SK (2068)

## Rozgrywki

### Runda 1
Źródło: OlimpBase
28 września 2003
| NTN Tbilisi – AO Kydon Filmnet Chania 3½:½         |
| Petersburg Lentransgaz – Internet-CG Podgorica 0:4 |
| ULIM Chișinău – Cannes Echecs 2:2                  |
| Tomsk-400-Jukos – BAS Belgrad ½:3½                 |
| Maccabi Afek – Ładja Kazań 1:3                     |
| Jużnyj Urał Czelabińsk – Kristallens SK 1:3        |
| Taflfélagið Hellir pauza                           |

### Runda 2
Źródło: OlimpBase
29 września 2003
| Kristallens SK – NTN Tbilisi ½:3½              |
| Internet-CG Podgorica – Taflfélagið Hellir 4:0 |
| BAS Belgrad – Ładja Kazań 1½:2½                |
| AO Kydon Filmnet Chania – ULIM Chișinău 1½:2½  |
| Cannes Echecs – Tomsk-400-Jukos 1:3            |
| Maccabi Afek – Jużnyj Urał Czelabińsk 1:3      |
| Petersburg Lentransgaz pauza                   |

### Runda 3
Źródło: OlimpBase
30 września 2003
| Ładja Kazań – Internet-CG Podgorica 2:2               |
| NTN Tbilisi – ULIM Chișinău 2½:1½                     |
| Taflfélagið Hellir – BAS Belgrad ½:3½                 |
| Jużnyj Urał Czelabińsk – Petersburg Lentransgaz 2½:1½ |
| Tomsk-400-Jukos – Kristallens SK 3½:½                 |
| AO Kydon Filmnet Chania – Cannes Echecs 0:4           |
| Maccabi Afek pauza                                    |

### Runda 4
Źródło: OlimpBase
1 października 2003
| Internet-CG Podgorica – NTN Tbilisi 1½:2½    |
| Ładja Kazań – Tomsk-400-Jukos ½:½            |
| ULIM Chișinău – BAS Belgrad 2:2              |
| Cannes Echecs – Jużnyj Urał Czelabińsk 3:1   |
| Kristallens SK – Petersburg Lentransgaz ½:3½ |
| Taflfélagið Hellir – Maccabi Afek 1:3        |
| AO Kydon Filmnet Chania pauza                |

### Runda 5
Źródło: OlimpBase
2 października 2003
| NTN Tbilisi – Ładja Kazań 2:2                    |
| Tomsk-400-Jukos – Internet-CG Podgorica 1½:2½    |
| BAS Belgrad – Cannes Echecs 2½:1½                |
| Jużnyj Urał Czelabińsk – ULIM Chișinău 2½:1½     |
| Petersburg Lentransgaz – Maccabi Afek 3½:½       |
| Taflfélagið Hellir – AO Kydon Filmnet Chania 2:2 |
| Kristallens SK pauza                             |

### Runda 6
Źródło: OlimpBase
3 października 2003
| BAS Belgrad – NTN Tbilisi 2½:1½                    |
| Internet-CG Podgorica – Jużnyj Urał Czelabińsk 3:1 |
| Cannes Echecs – Ładja Kazań 2:2                    |
| Petersburg Lentransgaz – Tomsk-400-Jukos ½:½       |
| Maccabi Afek – AO Kydon Filmnet Chania 2½:1½       |
| Kristallens SK – Taflfélagið Hellir 3:1            |
| ULIM Chișinău pauza                                |

### Runda 7
Źródło: OlimpBase
4 października 2003
| Internet-CG Podgorica – BAS Belgrad ½:½               |
| NTN Tbilisi – Petersburg Lentransgaz 2½:1½            |
| Ładja Kazań – Taflfélagið Hellir 3½:½                 |
| ULIM Chișinău – Maccabi Afek 4:0                      |
| Cannes Echecs – Kristallens SK 3½:½                   |
| AO Kydon Filmnet Chania – Jużnyj Urał Czelabińsk ½:3½ |
| Tomsk-400-Jukos pauza                                 |

## Klasyfikacja
Źródło: OlimpBase
| Msc | Zespół                  | M | W | R | P | Pkt |
| --- | ----------------------- | - | - | - | - | --- |
| 1   | Internet-CG Podgorica   | 7 | 5 | 1 | 1 | 11  |
| 2   | NTN Tbilisi             | 7 | 5 | 1 | 1 | 11  |
| 3   | Ładja Kazań             | 7 | 3 | 4 | 0 | 10  |
| 4   | BAS Belgrad             | 7 | 4 | 1 | 2 | 9   |
| 5   | Cannes Echecs           | 7 | 3 | 2 | 2 | 8   |
| 6   | ULIM Chișinău           | 6 | 2 | 2 | 2 | 8   |
| 7   | Petersburg Lentransgaz  | 6 | 3 | 0 | 3 | 8   |
| 8   | Jużnyj Urał Czelabińsk  | 7 | 4 | 0 | 3 | 8   |
| 9   | Tomsk-400-Jukos         | 6 | 2 | 1 | 3 | 7   |
| 10  | Kristallens SK          | 6 | 2 | 0 | 4 | 6   |
| 11  | Maccabi Afek            | 6 | 2 | 0 | 4 | 6   |
| 12  | AO Kydon Filmnet Chania | 6 | 0 | 1 | 5 | 3   |
| 13  | Taflfélagið Hellir      | 6 | 0 | 1 | 5 | 3   |